# 外地
日本における外地（がいち）とは、第二次世界大戦敗戦前に本州、北海道、九州、四国以外で日本が領有していた土地を指す語である。
属地（ぞくち）とも称され、台湾や朝鮮などの日本の領土だけでなく日本政府の統治権が及ぶ外国の地域も含まれた。外地に対義する地域は内地と称されたが、「内地」が共通法に基づく法的用語だったのに対し、「外地」は法的に定められた用語ではなかった。
日本では、日本の統治下に置かれた朝鮮や台湾等を「植民地」という用語で表現することが一般にあったが、それが1920年代頃から「外地」に切り替わっていったという指摘がある。「植民地」という用語は、もともと政治上又は経済上の用語であって、法律上の用語としては適当でなく、「植民地」の原語に相当する外国語（コロニー）と同様に、帝国主義的搾取という特殊の連想を伴いがちで、大日本帝国の新領土統治の本旨を適正に表現するにはふさわしくなかったと指摘されている。なお、法律上の用語として「植民地」という用語に代わって「外地」という用語を用いるようになったのは、1929年（昭和4年）の拓務省の設置を契機とするとの指摘がある。すなわち、主として朝鮮の官民が植民地扱いされることを喜ばなかったことから、拓務省設置後、小村欣一拓務次官の座談から、「外地」という用語が生まれたとされている。

## 概要
外地（属領）は一般的に国外の地を指し、日本では日本固有の領土以外で、日清戦争終結後から新たに領有または統治するようになった地域を指す。具体的には、獲得した年代順で以下の地域である。
- 1895年：台湾 - 領土
- 1905年：樺太（南樺太） - 領土（1943年から内地へ編入。詳細後述。）
- 1905年：関東州 - 租借地
- 1910年：朝鮮 - 領土
- 1919年：南洋群島 - 委任統治領

ただし、「外地」という用語は立法上定義されておらず（#共通法による扱い）、行政用語としても慣例的な使用に留まり、その定義は必ずしも明確ではなかった（#外地の語の用法）。そのため、満洲事変から太平洋戦争にかけての間に日本軍が占領地を獲得すると、満洲国や中国各地の日本人租界、中南米やハワイ等の移民先も含め、法的には日本政府の統治権が及ばない領域の中で日本人社会が形成されている区域も外地に含める場合が生じた。
松岡修太郎の定義によれば、外地とは、「一国家の領土の中でその国家の憲法に定められた全国的普通の統治方法の主要なる部分について或程度の例外的統治が行われている地域」をいうとされる。そして、憲法所定の普通の統治方法による統治の行われている地域たる領土を内地というとされる。また、純粋の領土でない地域でも、条約により、その地域においてこれを領有すると同様に統治権を行い得る場合には、これを領外統治地と称することができ、憲法所定の普通の方式によらずしてこれを統治するときは、それらの地域を領外外地と称することができるとされる。そして、領外外地が外地と異なる点は、ただ、他国家の領土権がその地域について潜在することと、したがって、その地域に身分上所属するいわゆる「土著人」は統治国の国民ではないことと、条約に特別の制限ある場合にその制限を受けることとだけであるとされる。そのため、「外地」と「領外外地」を併せて、広義の意味で「外地」と称することが便宜とする場合が多いとされる。この定義からすれば、朝鮮、台湾及び樺太は外地であり、関東州、南満洲鉄道附属地及び南洋群島は領外外地であるとされる。また、中国各地にある専属居留地も一種の領外外地ということができるとされる。
これに対して、大日本帝国憲法の制定又は施行の当時に大日本帝国の領土であった地域を内地とし、その後に取得又は帰属した地域を外地とする見解がある。例えば、佐藤丑次郎は、大日本帝国憲法の「制定」当時を基準時とし、広浜嘉雄は、大日本帝国憲法の「効力発生」（実施）当時（1890年（明治23年）11月29日）を基準時とし、黒田覚は、大日本帝国憲法の「制定施行」当時を基準時とする。しかし、これらの見解に対しては、旧領土と新領土との区別をもって内地と外地の区別と同視すると、両者の区別が永久不変のものとなって、樺太の内地編入のような事態が説明できなくなるため、法律上、内地と外地との区別は、法律上異なる取扱いを受け、制度を異にする点にある、と批判されている。
「外地」という用語が法令上の用語として採用された例としては、外地電話通話規則（昭和9年6月9日逓信省令第51号）や、所得税法人税内外地関渉法（昭和15年3月29日法律第55号）などがある。
他方、「内地」という用語は、古くから一般に用いられており、台湾領有後まもなく公布された台湾総督府国語学校規則（明治29年台湾総督府令第38号）において、「内地」、「内地人」の語が見られるなどの例がある。

## 大日本帝国憲法の外地への適用
大日本帝国憲法が外地に対して適用されるか否かについては、次の2つの観点から検討されてきた。
第1点は、大日本帝国憲法は、その適用される地域について特別の規定を有していないという点である。これは、フランスの共和暦3年憲法6条が「フランス植民地ハ共和国ノ完全ナル構成部分ニシテ且ツ同一ノ憲法ノ支配ニ服ス」と規定し、植民地に憲法が適用されることを明示的に規定しているのとは異なる。
第2点は、大日本帝国憲法は、領土の列記規定を有していないという点である。これは、ドイツのビスマルク憲法1条が「連邦領土ハ、ラウエンブルクヲ含ムプロイセン、バイエルン、ザクゼン……ハンブルグノ諸邦ヨリ成ル」と規定しているのとは異なる。
大日本帝国憲法の外地への適用について、学説は、大別して、全面的非適用説、全面的適用説、一部適用説に分けられる。
全面的非適用説を採る市村光恵は、大日本帝国憲法は当然に新領土に適用されるのではないと解く。その理由は、次のとおりである。
1. 大日本帝国憲法の告文に「八洲民生ノ慶福ヲ增進スヘシ」とある「八洲」は、大日本帝国憲法発布当時の帝国領土を指す。
2. 憲法発布勅語に「朕󠄁我カ臣民ハ卽チ祖宗ノ忠良ナル臣民ノ子孫ナルヲ囘想シ」とあり、また、大日本帝国憲法の上諭に「朕󠄁カ親愛スル所󠄁ノ臣民ハ卽チ朕󠄁カ祖宗ノ惠撫慈養シタマヒシ所󠄁ノ臣民ナルヲ念ヒ」とあるのは、大日本帝国憲法が固有の日本人に対して発布され、新附の民に対しては当然には適用されない旨を示している。
3. すべて国法は、新領土の上に当然行われるものではなく、その内容を見て行われるべきものであるか否かを決すべきである。そもそも、新領土の人民は、その風俗、習慣、人情、思想及び文化の程度等において、著しく旧本国の人民と異なるものである。そのため、旧本国の人民を支配するために発せられた法律及び命令は、当然に新領土の上に行われないのを本則とする。このことは、憲法についても同一に論ずることができる。
4. 参政権を与えられない人民の集団は、ただ国家的支配の目的物にすぎず、国家的共同団体の一部を構成するものではない。帝国の構成分子ではなく、帝国の支配の物体であるにすぎないため、その上に大日本帝国憲法が行われないのは明らかである[注釈 5]。
5. 憲法施行区域の拡張は、勅令をもって明言することを要し、この種の勅令の発布がなければ、憲法は適用されないものとみなすべきである。

全面的適用説（多数説）を採る佐々木惣一は、国家の統治権の行われる場所においては、別段の定めのない限りは、その国家の法は当然に施行されるとし、大日本帝国憲法には「別段の定め」がないから、日本の統治権の行われる地においては、大日本帝国憲法が当然に施行（適用）されると説く。
なお、多数説及び政府は、外地のうち、台湾・朝鮮のような狭義の領土には大日本帝国憲法が当然に施行されるが、租借地・委任統治地のような地域には施行されないとする。これに対し、佐々木惣一は、租借地・委任統治地においても、日本の統治権が行われる点で領土と異ならないから、大日本帝国憲法が施行されるとしている。
これに対して、清宮四郎は、大日本帝国憲法が外地に適用するとすれば、大日本帝国憲法が必要的法律事項としているものについては、外地についても同様であるから、関東州及び南洋群島において法律事項を命令で規律しているのは、明らかに違憲であると批判している。
そこで、筧克彦は、外地の民情が大日本帝国憲法の通則によることができない場合は、大日本帝国憲法31条の「国家事変の場合」に該当するものとして、非常大権によって外地の特殊統治を根拠付けようとする。
しかしながら、清宮四郎は、元来、非常大権は、戦時又は戦争に準ずべき武力行使を必要とする国家の非常時のうち、緊急命令又は戒厳等をもってしてもなお不十分な非常時中の超非常時に対処すべき応変行為として、極めて例外的な、万策尽きた場合に発動をみるべきものであって、外地の特殊統治のすべてを非常大権に拠らしめることは正当な解釈とはいえないと批判している。
一部適用説は、美濃部達吉、黒田覚、宮沢俊義らによって採られているが、その所説は各自異なる。
美濃部達吉は、大日本帝国憲法の施行区域の問題を憲法の各条項（後掲）によって区別する。その上で、属地的規定は、必ずしも統治権に随伴せず、新領土に当然には効力を及ぼさない。新領土が旧来の領土と同一の憲法のもとに支配されるべきか否かは政策の問題であって、大日本帝国憲法それ自身から解決される問題ではないと説く。
1. 1条、2条、3条、4条前段、17条並びに帝国議会、国務大臣及び枢密顧問に関する規定は、統治権の及ぶ限り、それに追随する規定で、性質上、施行区域を限られるべきものではない。
2. 第1章の天皇大権のうち、6条、7条及び10条から16条までの規定は、非属地的であり、5条、8条及び9条の規定は、原則として、属地的である。
3. 第2章のうち、18条、19条及び20条の規定は、属人的であるが、その他の規定は、属地的である。
4. 第3章及び第4章の規定は、すべて非属地的である。
5. 第5章（司法）の規定は、すべて属地的である。
6. 第6章のうち、納税義務に関する62条1項、同条2項及び63条の規定は、属地的であるが、その他の会計に関する規定は、すべて非属地的である。

これに対し、黒田覚は、美濃部達吉による属人的と属地的の区別の方法が恣意的であるとして、この区別を基礎づける理論が必要であると批判している。そこで、黒田覚は、大日本帝国憲法の立憲主義的憲法としてもつ特殊的性格を認識することによってのみ、この区別を根拠づけることができるとして、次のように説く。すなわち、立憲主義的憲法は、一方において、国家自体の存在様式に関する根本原則であり、他方において、国民の自由の保障の組織であり、その各々を中心として描いた2つの円の交錯した部分が権力分立主義的な組織である。それゆえ、大日本帝国憲法中の、国家自体の存在様式に関する根本原則は、全範囲に妥当し、権力分立主義的組織は、その中の法治主義的原則に関する限り、旧領土以外に対しては幾分の変容を受け、第2章中の国民の自由の保障・保護に関する諸規定は、原則としては、旧領土以外には妥当しない。しかし、旧領土以外に対しては、全体としての憲法が妥当してはならないというのではなくて、大日本帝国憲法がいかなる仕方で旧領土以外に対して妥当すべきかは、立法政策に依存する問題である。したがって、新領土、租借地、委任統治地に対して、大日本帝国憲法がいかなる仕方で現に妥当しているかは、新領土、租借地、委任統治地の法的制度によって判断するほかはない。
また、宮沢俊義は、大日本帝国憲法の外地適用に関する原則が実定法に依って基礎づけられるものであり、実定法上の原則は、次のようであると説く。
1. 大日本帝国憲法制定当時の領土では、大日本帝国憲法は適用される。
2. 台湾、朝鮮及び樺太でも、大日本帝国憲法は適用される。ただし、法律によってある程度の立法の委任が行われている。
3. 関東州及び南洋群島でも、大日本帝国憲法の規定の大部分は適用されるが、そのうち、法律事項に関する規定は、そこでは適用されず、法律事項は、すべて大権事項とされている。

実定法上の制度が宮沢俊義の所説のとおりであることは事実であるとしても、このような制度が、なぜ、何を法的根拠として存在するか、という問題は、なお残されている。
そこで、転じて、政府の見解をみると、首尾一貫したものはないが、おおよそ、次のように考えられているものと推定されている。
1. 台湾、朝鮮及び樺太のような狭義の外地には、大日本帝国憲法が当然に適用される。ただし、これらの地域に対する「法律」の施行については、特にこれらの地域に施行する目的をもって制定された法律は別として、一般には、直接施行の制度を認めていない。法律の全部又は一部を施行する場合は、「勅令」をもって定めている。また、台湾及び朝鮮については、法律事項について、特に、総督の命令である「制令」及び「律令」によって定めることができ、立法の委任が認められている。
2. 租借地である関東州及び委任統治地である南洋群島については、おそらく、狭義の外地ではない、又は領土ではないという理由から、大日本帝国憲法が当然に適用するわけではないとしている。これらの地域の統治については、憲法所定の法律事項を、当初から大権事項としており、勅令をもって規定することを認めている。ただし、共通法のような、性質上、直接施行される法律の存在は認めており、予算も憲法によるものとしている。

宮沢俊義及び政府の見解に対して、清宮四郎は、台湾及び朝鮮と、関東州及び南洋群島とが区別されているのは、実定制度の結果初めて生じ得ることであって、外地の性質上当然に生じ得ることではないと批判している。
その上で、清宮四郎は、次のように説く。「基本的統治法」たる憲法は、必ず、内地・外地に共通に通用し、一元的でなければならない。そして、このような憲法を、内地及び外地の「必要的総体憲法」（Gesamtverfassung）と呼称する。次に、憲法規範のうちには、基本的統治法のほかに、基本的統治法に基づき、統治者がいかなる方法で統治すべきかを定めた規範がある。これを、「派生的統治法」と呼称する。派生的統治法は、性質上、内地と外地とで共通であることを要せず、二元的でありうる（内地と外地とに共通に通用することもありうる）。共通に通用する場合は、「任意的総体憲法」と呼称する。派生的統治法を外地にも通用すべきか、通用させる場合にどの程度まで認めるかを決することは、総体憲法の定めにまたなければならない。この総体憲法こそが、外地特殊統治の根拠である。
清宮四郎の所説においては、万世一系の天皇が統治し、統治権を総攬する旨を規定した、大日本帝国憲法1条から4条前段までの規定が「必要的総体憲法」であるとして、内地・外地に共通に通用するとする。そして、4条後段以下の条項は、派生的統治法たる規範を包有し、「任意的総体憲法」の規範を示すものであるから、大日本帝国憲法に特別の規定のない限り、外地に当然通用する規範ではなく、場合によって、外地にも通用しうる規範であるとみなすのが妥当であるとする。また、新領域の統治について大日本帝国憲法の条規によるべきか否かは、それら新領域の統治の任に当たる天皇の裁断をまってこれを決すべきであるとする。

## 共通法による扱い
法律上、「内地」という地域概念はあったが、「外地」という地域概念はなかった。
1895年、日本は台湾を領土に編入したが、その際に台湾の統治機構として台湾総督府を設置した。そのため、日本の領土は施行される法令の形式・内容が台湾とその他日本政府の直轄地域とで異なる事態となった。その後、適用法令の異なる地域が更に増えたことで統一的に法令を運用するための法規範が必要になり、法令の適用範囲・適用関係の確定および各地域間の連絡統一を目的として、1918年に共通法（大正7年法律第39号）（1918年4月17日施行）が制定された。
その際、日本の統治権が及ぶ地域は同法第1条によって下記の通りに分類された。ここで日本の領域は内地と朝鮮、台湾、関東州および南洋群島とで区分されたが、適用法令の異なる地域をまとめる必要がなかったため、内地以外の地域を包括する用語は用いられなかった。
| - 大正7年法律第39号版 本法ニ於テ地域ト稱スルハ内地、朝鮮、臺灣又ハ關東州ヲ謂フ 前項ノ内地ニハ樺太ヲ包含ス - 大正12年法律第25号版 本法ニ於テ地域ト稱スルハ内地、朝鮮、臺灣、關東州又ハ南洋群島ヲ謂フ 前項ノ内地ニハ樺太ヲ包含ス |

共通法において、樺太は内地に分類されると明記された唯一の地域だった。また、関東州（租借地）や南洋群島（委任統治領）は日本の領土ではなかったが、共通法はその性質上これら地域でも当然に施行されるべき法律とされていた。
なお、共通法は2019年現在に至るまで廃止の措置を採られていないが、日本国との平和条約（1951年締結）で日本は外地における全ての権利、権原および請求権を放棄したため、事実上失効していると解されている。

### 内地に編入された地域
樺太（南樺太）は、日清戦争終結後に獲得した領土の中で唯一共通法上の内地とされた地域である。
南樺太は、1875年の樺太・千島交換条約で一旦喪失したものの、1905年に発効されたポーツマス条約によって北緯50度線以南が日本領に復帰した経緯を有する。日本政府は、新領土の台湾と同様に帝国議会の協賛を要するという見解を前提にした方策を採った。だが、南樺太に設置された樺太庁の長たる樺太庁長官には、樺太庁令という形式の命令を発する権限はあったものの、台湾総督や朝鮮総督のように立法権を委任する方策は採られなかった。そのため、1907年に施行された『樺太ニ施行スヘキ法令ニ關スル法律』に基づき、内地の法律が勅令により施行され、特定の事項については勅令で特別の定めをすることができ、樺太の実情に適合しない不都合を緩和する方策が採られた。また、司法ニ関スル法律ヲ樺太ニ施行スルノ件（明治40年勅令第94号）により、裁判所構成法、民法、商法が樺太に施行され内地と同一の制度になっていた。南樺太は台湾や朝鮮とは異なり内地からの移住者が多かったため、内地からの移住者については内地の法令をそのまま適用するのが相当であったためである。そのため、1918年に施行された共通法（大正7年法律第39号）では、内地とされる地域として唯一地域名が明記された。内地の法令のみでは対応しきれないこともあったため、南樺太に施行すべき法律は勅令で定められたほか、勅令の「樺太ニ施行スル法律ノ特例ニ関スル件」（大正9年勅令第124号）に基づいて、施行される法律に若干の地方的または種族法的な性質を有する特例を設ける方式を採った。1943年4月1日に明治四十年法律第二十五号廃止法律（昭和18年3月27日法律第85号）により、樺太ニ施行スヘキ法令ニ関スル件が廃止されると、名実ともに樺太が内地に編入された。ただし、廃止法律の附則で、それまでの勅令による特例はなお効力を有するとされたため、樺太施行法律特例（大正9年勅令第124号）は廃止されずそのまま有効とされた。
このような事情から南樺太を外地として扱わないこともある。
- 樺太内地編入ニ伴フ行政財政措置要綱
- 所管…日本政府直轄
- 行政区分…樺太庁（都庁府県のひとつ）の下に市町村設置
- 警察組織…府県警察部
- 帝国陸軍…北部軍、北部軍管区
- 流通通貨…日本銀行発行の日本円
- 鉄道…鉄道省（樺太鉄道局、旧樺太庁鉄道事務所）
- 郵便電話…逓信省
- 公共放送…社団法人日本放送協会（豊原放送局）

## 外地に適用される法令の区分
日本が外地を最初に取得したのは、下関条約の締結に伴い台湾の割譲を受けたことが最初である。その際、既に内地に施行されていた大日本帝国憲法（以下、単に「憲法」という。）の効力がその後に統治権を取得した地域に対しても及ぶかという形式的な問題（具体的には、外地の立法につき憲法5条の規定により帝国議会の協賛が必要か否かという問題）、内地人とは異なる慣習を持つ者が住む地域に対して内地に施行されていた法令をそのまま外地にも施行するのが相当かという実質的な問題が生じた。
当時の政府は、外国人顧問から聴いた母国の植民地法制を参考にしつつ、日本の領土たる外地（南樺太、台湾、朝鮮）には憲法の効力が及ぶのに対し、日本の領土ではない外地（関東州、南洋群島）には憲法の効力が及ばないという考え方を前提にして、統治方針を決めた。台湾ニ施行スヘキ法令ニ関スル法律（明治29年法律第63号（六三法））にちなみこの論点は六三問題と呼ばれ、宮澤俊義『憲法講義案』（1936年4月17日発行）によれば「台湾・朝鮮および樺太でも憲法は通用する。但し、ここでは法律（大正一〇法三・明治四四法三〇・明治四〇法二五）によつてゐる程度の「立法の委任」が行はれてゐる」(P.16)とする。これに対し美濃部達吉は、著書『憲法講話』において上記植民地の見解をふまえ「凡て殖民地には憲法は施行せられないと解するのが正当な解釈である」として政府の解釈を否定した。
外地に施行すべき法令の形式については、日本の領土であったか否かという点、領土であった地域については内地人の割合が多かったか否かという点により、統治方針が区別される。

### 台湾
台湾は、1895年（明治28年）に清国と間で調印された下関条約により、日本の領土となった。
台湾統治に当っては、当時の政府の見解としては、前述のとおり日本の領土であるため憲法の効力が及び、台湾における立法についても憲法5条により帝国議会の協賛を要するという見解を基本として統治方針を固めた。しかし、慣習調査の必要もあり、台湾の実情を踏まえた法律を整備することには時間を費やすことが予想された。
そのため、時期によって差異はあるものの、その性質上当然に施行されるべき法律は別として、台湾統治のために設置された台湾総督府の長たる台湾総督が発する命令（律令）という形で立法権を委任するほか、内地に施行される法律につき勅令で台湾にも施行することができるようにする方針を採った（初期は前者が原則だったが、後に後者が原則になる。詳細については台湾ニ施行スヘキ法令ニ関スル法律を参照）。
- 現地政府…台湾総督府
- 行政区分…1920年より地方制度改正とともに地方を5州2庁で区分、その下に市・郡・支廳（高砂族の集落には街庄を置かざる蕃地）、郡・支廳の下に街・庄・区を設置。(州庁は内地の都庁府県に、郡・市・街・庄および社は内地の郡市町村に相当)
- 警察組織…台湾総督府警察（内地の府県警察部に相当するのは州警務部・庁警務課）
- 帝国陸軍…台湾軍、台湾軍管区
- 流通通貨…台湾銀行発行の台湾圓（円）（台湾銀行券）
- 鉄道…台湾総督府交通局鉄道部
- 郵便電話…台湾総督府交通局逓信部
- 公共放送…台湾総督府交通局逓信部（台北放送局）→社団法人台湾放送協会

### 朝鮮
朝鮮は、1910年調印の日韓併合条約により、日本の領土となった。
朝鮮における立法も、台湾と同様に日本の領土とされたため、帝国議会の協賛を要するという見解を前提にした方策が採られ、その性質上当然に施行されるべき法律は別として、朝鮮統治のために設置された朝鮮総督府の長たる朝鮮総督が発する命令（制令）という形で立法権を委任するほか、内地に施行される法律につき勅令で朝鮮にも施行することができるようにする方針を採った。もっとも、台湾の場合と異なり、最後まで前者が原則であった。
- 現地政府…朝鮮総督府
- 行政区分…地方を道で区分、その下に府・郡、郡の下に邑・面。（道は内地の都庁府県に、府・邑・面は市町村に相当）
- 警察組織…朝鮮総督府警察（内地の府県警察部に相当するのは道警察部）
- 帝国陸軍…朝鮮軍、朝鮮軍管区
- 流通通貨…朝鮮銀行発行の朝鮮圓（円）
- 鉄道…朝鮮総督府鉄道局→朝鮮総督府交通局
- 郵便電話…朝鮮総督府逓信局
- 公共放送…社団法人京城放送局→社団法人朝鮮放送協会

### 関東州
関東州は、1905年調印のポーツマス条約により、租借地としてロシアから引き継いだ地域である。
関東州は、日本が統治権を取得したものの、領土の一部を構成していたわけではなかった。このようなことを根拠に、政府は関東州には憲法の効力が及ばず、天皇は帝国議会の協賛を要せず立法権を行使できるという見解を採った。つまり、内地の法律を勅令により施行する措置は採らず（性質上外地にも施行される法律を除く）、勅令を関東州に対して発することにより立法権を行使することにした。もっとも、基本的には内地に施行されていた法律に依る旨の内容の勅令を出していた。また、関東長官には、一定の範囲で罰則の制定権を認めることにより、一定の範囲で立法権を委任する措置を採った（関東庁令）。
- 現地政府…関東都督府→関東庁→関東局関東州庁
- 行政区分…市・会（内地の市町村に相当）
- 警察組織…関東州警察
- 帝国陸軍…関東軍、関東軍管区
- 流通通貨…朝鮮銀行発行の朝鮮圓（円）
- 鉄道…南満洲鉄道株式会社
- 郵便…逓信省関東逓信局
- 電話…満洲電信電話株式会社
- 公共放送…関東庁逓信局（大連放送局）→満洲電信電話株式会社（大連中央放送局）

### 南洋諸島
南洋群島は、1919年（大正8年）調印のヴェルサイユ条約により、ドイツの植民地であった南洋群島の一部につき1920年（大正9年）に国際連盟による委任統治領として認められた地域である。
南洋群島（南洋庁）についても、関東州と同様に領土ではないという点から、内地の法律を施行する措置は採られず、天皇が発する勅令により立法権を行使することにし、南洋長官には、一定の範囲で罰則を設けることを認めることにより、一定の範囲で立法権を委任する措置を採った（南洋庁令）。1933年（昭和8年）、日本が国際連盟脱退を宣言すると（正式脱退は1935年（昭和10年））、南洋群島については引き続き委任統治を行った。住民構成は、朝鮮・台湾・関東州と異なり、現地人である島民よりも内地人や台湾人などの移住者の人口が多かった。
- 現地政府…南洋庁
- 警察組織…南洋庁警察（内地の府県警察部に相当するのは内政部警務課）
- 帝国陸軍…南方軍及び第31軍
- 流通通貨…日本銀行発行の日本圓（円）
- 郵便電話…南洋庁交通部逓信課（電話は後に国際電気通信に移管）
- 公共放送…社団法人日本放送協会（パラオ放送局）

## 教育制度
朝鮮教育令や台湾教育令を施行し、教育勅語を教育全般の規範とした。

## 外地の喪失
外地とされていた地域は、1945年に日本が連合国に降伏した結果、全てを喪失した。そのため、2020年現在は外地と称される地域が存在しない。
外地における日本政府の統治権は、地域によりばらつきがあるものの、現地を占領した連合国軍へ1945年10月25日までに移譲された。この時点で日本は外地における主権を法的にはまだ有していたが、GHQは1946年に発令したSCAPIN（SCAPIN-677）で鬱陵島・済州島以外の外地を「日本帝国政府の政治上行政上の管轄権から特に除外せられる地域」へ指定して日本の主権下から離脱させる方針を明確化した。
1949年8月1日、旧日本占領地域に本店を有する会社の本邦内にある財産の整理に関する政令が公布。
外地における日本の主権は、1951年に締結された日本国との平和条約第二条によって放棄が確定した。日本が外地における主権を喪失した法的な時期については、日本国との平和条約第二条で外地の権利・権原・請求権放棄に関する規定があるため、同条約の発効日である1952年4月28日と考えるのが一般的である。ただし台湾については、台湾を実効支配する中華民国が同条約に調印していないため、日本が中華民国と個別に締結した日華平和条約の発効日である1952年8月5日とする考え方もある。
2016年5月25日、参議院本会議において、昭和十九年度朝鮮総督府特別会計等歳入歳出決算及び昭和二十年度朝鮮総督府特別会計等歳入歳出決算すなわち旧外地5地域（朝鮮・台湾・樺太・関東州・南洋）の10特別会計について、昭和19年度（1944年4月 - 1945年3月）決算及び決算最終年度である昭和20年度（1945年4月 - 1946年3月）決算を議決し、2017年6月8日、衆議院本会議において、同様の議決がされた。これにより政府会計上の戦後処理が全て終了した。

## 類似概念

### 植民地
日本政府が内地以外の統治区域を植民地と呼ぶことは珍しく、ほとんどの法令は個別の領域名（樺太・朝鮮・台湾等々）をもって記述されるのが通例であった。ただし行政文書においては「植民地」の用語例は見られ、例えば1923年刊行の拓殖事務局『植民地要覧』では朝鮮・台湾・樺太・関東州・南洋群島を「我が植民地と解せらるる」としていた（同書では南満洲鉄道付属地も扱っている）。準行政文書としては1929年の満鉄臨時経済調査委員会編纂『帝国植民地課税一覧』がある。
法令等において日本の外地を植民地と呼称した例としては、1932年9月3日『予算外国庫ノ負担トナルベキ契約ヲ為スヲ要スル件』に使用例があるが、その他にはほとんどみられない。現行法上は日本の旧外地を植民地と呼ぶことはない。なお外国の属領を植民地と呼ぶことはある（現行法でも）。
社会科学界では「外地」「植民地」分類による文章は大量に存在し、例えば憲法学者・行政法学者であった美濃部達吉は、「法律上の意義に於ての殖民地」を「国家の統治区域の一部にして内地と原則として国法を異にし」たものと定義し、「朝鮮、台湾、樺太、関東州及南洋群島が此の意義において植民地なることは疑いを容れず」と述べている（『憲法撮要』1923年）。
しかし同時代的な「植民地」なる用語への評価としては
（植民地の）文字の我国で用ゐられ初めたのは、極めて最近の事で、明治以前の空気に多く包まれた人の頭には、植民地という文字が、非常にハイカラな文字になつて響いて居る。植民地がどうの、植民政策がどうの、拓殖局がどうのといつた所で、虻が鼻の頭を刺した程の感じもない。新領土といふ文字にせよ、其れは二十七八年、三十七八年に於ける、二大戦役の賜物で、此戦役以前、新領土といふ文字は、あまり繰り返されて居ない。何れにしても、植民地といふ文字は、現代人に未だ耳新しい文字である。先ず植民的知識をいへば、其れは北海道開拓の其れであつたらう。北海道開拓は、我日本国民に、植民の意味を、朧気ながらも、先づ放つた所の鐘の音であるのである」（「日本植民地要覧」全国新聞東京聯合社編、1912年10月）。
また以下の資料からは植民地という用語への感情的反発があったことがうかがえる。1905年の帝国議会において下記のようなことがあった。
衆議院の委員会において、当時の首相で第二代台湾総督でもあった桂太郎が、台湾は「日本」なのか「殖民地」なのかいう問に、うっかり「無論殖民地であります内地同様には行かぬと考へます」と答えてしまったのである。..中略..この首相発言は、議員達に大きな感情的反発をよんだ。議員側からは、「台湾を殖民地にするとは云ふことは、何れの内閣からも承ったことはない」とか「吾々議員として実にぞっとするではございませぬか」といった非難が出た。（小熊英二、『<日本人>の境界』新曜社 第5章 p142~p143 ISBN 4-7885-0648-3、1998年刊）
我国にては斯の如き公の呼称を法律上一切加えず単に台湾朝鮮樺太等地名を呼ぶ。
但し学術的又は通俗的に之等を植民地と称するを妨げない。
我国の学者政治家等が朝鮮を指して植民地と称することに対し、
「千万年歴史の権威」と「二千万民衆の誠忠」を有する朝鮮民族は
大なる侮辱を感じ、大正八年三月一日の独立宣言書にもその憤慨が披瀝せられた。

### 海外領土等
国際連盟事務局からの海外領土等の名称および順序に関する照会に対し、外務省は1930年8月、朝鮮（英: Chosen）・台湾（英: Taiwan）・樺太（英: Karafuto）・関東州租借地（英: The leased Territory of Kwantung）・日本国委任統治南洋群島（英: The South Sea Islands under Japanese Mandate）と回答している。なお、この回答案作成の際、外務省の内部文書ではこれらの地域を一括して殖民地と呼んでいる。

### 属地
条約上、内地以外の統治区域を総称するときに属地という語が用いられた。例えば万国郵便条約（大正14年条約第11号）。